# Chalinolobus gouldii
Chalinolobus gouldii és una espècie de ratpenat de la família dels vespertiliònids. És endèmic d'Austràlia. Els seus hàbitats naturals són els boscos densos, els boscos oberts i els arbustars. És una espècie en risc mínim, és a dir, no sembla que hi hagi cap amenaça significativa per a la seva supervivència. Aquest tàxon fou anomenat en honor de l'ornitòleg i artista anglès John Gould.